# Notemigonus crysoleucas
La  carpita dorada o sardinilla de quilla (la especie Notemigonus crysoleucas) es un pez ciprínido nativo del este de Norteamérica e introducido a todo el continente. Es el único miembro de su género Notemigonus.

## Morfología
Presenta en su lomo colores verde a sombreado oliva, en el vientre plateado blanco y en los costados dorado o plateado. Puede tener una banda lateral borrosa oscura, y la línea lateral tiene pronunciadas curvas, con los puntos más bajos cerca de las aletas pélvicas. La prominente aleta anal está inervada en la mitad y tiene de 11-15 rayas, mientras que la aleta dorsal posee 8 rayas. Se conocen ejemplares de 3 dm.

## Hábitat y modo de vida
Primariamente se alimentan de zooplancton; un estudio en el Lago Claro de California mostró que el zooplancton constituía el 95% de su dieta. También comen insectos, filamentos de algas. Y son predados por salmónidos truchas y lubinas.
Prefieren aguas calmas, raramente aparecen en cursos correntosos, pero sí se han encontrado en una amplia variedad de hábitats con ese único requerimiento, como diques, pantanos, grandes lagos. Les gusta más el agua clara con densas matas de vegetación, pero pueden lidiar con polución, turbiedad y bajo contenido de oxígeno.
Es muy utilizado como señuelo. Posiblemente es el más cultivado en los Estados Unidos; alcanza rápidamente el tamaño deseado.